# Betim
Betim este un oraș în unitatea federativă Minas Gerais (MG), Brazilia.